# Gerard Veldscholten
Gerard Veldscholten (Lemselo, 19 de agosto de 1959) fue un ciclista neerlandés, que fue profesional entre 1982 y 1991. Su éxito deportivo más destacado fue la victoria en el Tour de Romandía de 1988.

## Palmarés[2]
1980
- 1 etapa del Tour de Namur

1983
- Profronde van Almelo
- 1 etapa del Tour de Romandía

1984
- Gouden Pijl Emmen
- GP Union Dortmund
- 1 etapa del Critèrium del Dauphiné Libéré
- 1 etapa de la Vuelta a Suiza

1985
- Hengelo
- Meerssen

1988
- Tour de Romandía
- Hansweert

1991
- Profronde van Almelo
- 1 etapa de la Vuelta a los Países Bajos

## Resultados en las grandes vueltas
| Carrera         | 1982 | 1983 | 1984 | 1985 | 1986 | 1987 | 1988 |
| --------------- | ---- | ---- | ---- | ---- | ---- | ---- | ---- |
| Giro de Italia  | -    | -    | -    | -    | -    | -    | -    |
| Tour de Francia | 32.º | 27º  | 16º  | 28º  | 61.º | -    | 45.º |
| Vuelta a España | -    | -    | -    | 13º  | 31.º | -    | -    |